# NGC 4417
NGC 4417 este o galaxie lenticulară situată în constelația Fecioara. A fost descoperită în 15 aprilie 1784 de către William Herschel. Se află la o distanță de 14,93 megaparseci de Pământ.